# COROT-20b
COROT-20b es un planeta extrasolar que orbita junto a la estrella COROT-20, una enana amarilla parecida a nuestro Sol, pero mucho más joven que este, ubicada en la constelación del  Unicornio, a unos 4000  años luz de la Tierra. Fue descubierto el 14 de junio de 2011 por el satélite  COROT mediante el método de tránsito astronómico.

## Órbita y características físicas
El planeta describe una órbita elíptica muy alargada a una distancia de su estrella que va desde 5,9 hasta 21 millones de kilómetros (de un 10% a un 36% del radio orbital de  Mercurio), con un período orbital de 9,2 días. Tiene un tamaño similar al de  Saturno, pero es 14 veces más masivo, lo que resulta en una densidad de 8,87 g/cm³, es decir, más del doble de la densidad de  Marte, sin embargo se trata de un planeta gigante gaseoso sin superficie sólida, y está clasificado como un júpiter caliente. La aceleración gravitatoria en la parte superior de su atmósfera es de 149 m/s2, 15,2 veces superior a la terrestre.